# 홍순칠
홍순칠(洪淳七, 1929년 1월 23일 ~ 1986년 2월 7일)은 대한민국의 한국 전쟁 참전 경력이 있는 군인 출신으로 1954년 독도의용수비대를 조직하여 독도를 지켰다.

## 생애

### 독도의용수비대 활동 전
국방경비대에 입대하여 군인이 된 후, 한국 전쟁에 참전해 함경남도 원산 근처에서 부상을 입고 1952년 7월 특무상사로 전역하였다.

### 독도의용수비대 활동
그는 1952년 가을부터 부산에서 무기 등의 장비를 구입한 뒤, 1953년 4월 20일 경기관총 2정, M2 3정, M1소총 10정, 권총 2정, 수류탄 50발, 0.5t 보트 1척 등의 장비를 사비로 마련하고, 한국 전쟁 참전 경력이 있는 군 출신을 모아 15명으로 구성된 전투대 2조, 울릉도 보급 연락요원 3명, 예비대 5명, 보급선 선원 5명 등 모두 43명으로 구성된 독도의용수비대를 조직하였다고 자신의 수기에서 주장하였다. 그러나, 1966년 독도의용수비대원 11명이 훈장을 받을 때 작성된 공적조서에는 창설시기가 1954년으로 기록되어 있으며, 수비대 일부 대원의 병적기록에 따르면 1953년에 군에서 전역하지 않은 것으로 나온다. 조선일보는 1954년 5월 3일 "울릉도 1만5천 도민(島民)은 독도자위대를 결성해서 한국의 영토인 독도를 결사 방위하기로 4월 25일 결의하였다"고 보도하면서, 독도자위대 결성을 주도했던 민의원 후보 이정윤이 그해 5월 20일 제3대 민의원 선거를 앞두고 빠지면서 홍순칠이 독도자위대의 대장이 됐다고 전했다. 또, 1954년 5월 6일 조선일보에서는 "5월 3일 백두진 총리가 백한성 내무부 장관에게 울릉도 도민의 독도자위대를 적극 후원하라고 지시하였다."라고 보도하였다. 홍순칠은 수비대 창설 전부터 부산 국제시장에서 무기를 구입했다고 주장했지만, 당시 백두진 총리의 지시에 따라 울릉경찰서가 독도자위대에 총기와 탄약을 지급하고 울릉군은 구휼미로 식량을 지원했다. 이 같은 내용은 당시 독도의용수비대에게 탄약과 보급품을 전달했던 울릉경찰서 경찰관 다수가 증언하고 있었다.
홍순칠은 수기에서 1953년 6월 독도로 접근하는 일본 수산고등학교 실습선을 귀향 조치하는 한편 7월 23일 독도 해상에 나타난 일본 해상보안청 순시선 PS9함을 발견하고 처음으로 총격전을 벌여 격퇴시켰다고 주장하였다. 그러나, 1955년 대한민국 내무부가 발행한 '독도문제개론'에 따르면 해쿠라호를 격퇴시킨 것은 울릉경찰서 소속의 독도순라반이었다. 독도문제개론은 "1953년 7월 11일 오전 11시 울릉경찰서 근무 순찰주임 경위 김진성, 경사 최헌식, 순경 최용득 3명으로 구성된 경기 2문으로 장비된 순라반"이 해쿠라호를 격퇴시켰다고 밝히고 있고, 이러한 사실은 사진과 함께 일본 잡지에도 실렸다.
홍순칠은 또 1953년 8월 5일 동도(東島) 바위 벽에 독도가 대한민국 영토임을 밝히는 '韓國領(한국령)' 석 자를 새겨 넣었다고 수기에 기록 하였다.  또한, 독도 영토 표석 건립은 1953년 9월 24일 대한민국 외무부가 건립을 요청하고 내무부 장관이 경상북도지사에게 측량표 설치를 지시한 공문에 따라 1954년 8월 28일 경비초사와 영토표석을 건립하고 제막 기념식을 개최하였다.

### 말년
1966년 독도 수호에 공적을 인정받아 5등 근무공로훈장을 수여하였다. 1985년 폐암을 치료하기 위해 서울로 이사한 뒤에도 잡지 "학부모"에 독도에 대한 연재를 해오다 1986년 2월 7일에 사망했다.

## 사후
1996년 보국훈장 삼일장이 추서되었다. 1996년 "자랑스러운 한국인상"에 수상되었다.
2005년 열린우리당 전병헌 의원 등이 특별법을 제정하여 국가유공자로 지정해주었다. 또한 홍순칠을 비롯한 독도의용수비대의 다른 유공자들은 국립묘지에 묻힐 수도 있고 지원금도 타게 되었다.

## 논란
홍 대장의 미망인 박영희씨는 1974년 12월 남편이 중앙정보부에 끌려가 사흘 간 붙잡혀 있으면서 '앞으로 독도에 대해 언급하지 마라'고 강요받기도 했다."고 주장했다.
홍순칠의 수기가 과장과 허위라는 의혹이 언론에서 조명되었음에도, 2005년 발의된 독도의용수비대 지원에 관한 특별법에 의하여 독도의용수비대의 정확한 활동 내역 및 상훈의 범위를 결정하여 훈장 등이 수여되었으며, 독도의용수비대 기념사업회가 설립되어 현재까지 운영되고 있다. 그러나 2007년 대한민국 감사원은 1950년대에 활동한 독도의용수비대 생존대원 11명의 증언을 종합해 본 결과, 실제 독도에 가서 활동한 대원은 33명 가운데 17명뿐이고, 나머지 16명은 독도에 가지 않았던 것으로 조사됐다고 밝혔다.

## 상훈
- 1966년 5등 근무공로훈장 수상
- 1996년 보국훈장 삼일장 수상
- 1996년 자랑스러운 한국인상 수상

## 홍순칠을 연기한 배우

### 영화
- 1974년 영화 《증언》 - 배우: 안길원(배역: 국군 하사)

## 같이 보기
- 독도의용수비대
- 안용복
- 독도